# Oestreich (Orgelbauerfamilie)
Die Familie Oestreich aus Oberbimbach und Bachrain war eine hessische Orgelbauerfamilie, die über fünf Generationen in Hessen, Franken, Thüringen, Westfalen, zuletzt auch in den USA wirkte.

## Herkunft
Ihre unmittelbaren Vorfahren waren Michael Oestreich (* um 1650 in Kämmerzell, † 1717 in Oberbimbach) und dessen Sohn Conrad (* 1681 in Kämmerzell, † 1737 in Oberbimbach). Conrads Sohn Jost war der erste Orgelbauer der Familie.

## Stammlinie
1. Jost (Jodocus) Oestreich (* 1715 in Oberbimbach, † 16. Dezember 1790 ebenda)
  1. Johann-Markus Oestreich (* 25. April 1738 in Oberbimbach, † 21. August 1833 ebenda)
    1. Johann Georg Oestreich (* 2. Februar 1770 in Oberbimbach, † 28. Februar 1858 ebenda)[2]
      1. Adam Joseph Oestreich (* nach 4. Januar 1799 in Oberbimbach, † 5. Juli 1843 ebenda)
        1. Emil Michael Oestreich (* 1832 in Oberbimbach, † 1857 ebenda)
        2. (Johann Georg) Maximilian/Max Oestreich (* 1834 in Oberbimbach, † nach 1872 in den USA)[3]
        3. Maurus/Morris Oestreich (15. Januar 1836 in Oberbimbach, † 13. August 1912 in St. Clair (Pennsylvania), USA)[3]
        4. Damian/Daniel Oestreich (* 5. Oktober 1843 in Oberbimbach, † 1913 in Ashland (Pennsylvania), USA)[4]

      2. Michael Oestreich (* 23. Juni 1802 in Oberbimbach, † 4. Februar 1838 in Dringenberg)
      3. Augustin Oestreich (* 1. Dezember 1807 in Oberbimbach, † nach 1855 in Ashland (Pennsylvania), USA)[3]

    2. Johann Adam Oestreich (* 15. Februar 1776 in Oberbimbach, † 16. Mai 1865 in Bachrain)[5]
      1. Constantin Oestreich (* 3. März 1808 in Oberbimbach, † 29. Mai 1864 in Marburg)
      2. Josef Oestreich (* 14. März 1817, † 1. März 1870 in Bachrain)
        1. Wilhelm Oestreich (* 28. Juli 1848 in Bachrain, † 8. Februar 1929 in Bachrain)